# Захват Капитолия США (2021)
Митинг за честные выборы в США — протестное движение проходившее 6 января 2021 года в Капитолии США, связанное с несогласием протестующих с результатами президентских выборов 2020 года, в которых 45-й президент США Дональд Трамп потерпел поражение. Митинг проходил в целях прервать проходившую совместную сессию Конгресса, собравшуюся для подсчёта голосов выборщиков и официального оформления победы Джо Байдена на выборах. Прорвавшись через службу безопасности, протестующие на несколько часов заняли части здания. 
Митинг привёл к эвакуации и закрытию здания Капитолия, а также приостановил совместную секцию Конгресса для подсчёта голосов выборщиков и оформления победы Байдена.
Беспорядки, согласно заявлениям ведущих СМИ и политиков, были спровоцированы комментариями[какими?][где?], сделанными Трампом на митинге, непосредственно предшествующем этому событию. 
После этих событий Палата представителей США начала вторую процедуру импичмента Дональда Трампа за «провокацию восстания», которая потерпела поражение в Сенате с 58 голосами «за» и 42 голосами «против».

## Сводка событий 6 января
5 и 6 января 2021 года, после нескольких недель заявлений Трампа о нарушениях на выборах, тысячи его сторонников собрались в Вашингтоне, чтобы протестовать против результатов выборов и потребовать от вице-президента Майка Пенса и Конгресса непризнания победы Байдена. Утром 6 января протестующие собрались на митинге «Спасите Америку» на Эллипсе, где президент Трамп, Дональд Трамп-младший, Руди Джулиани и несколько членов Конгресса произнесли речь перед толпой. Трамп призвал своих сторонников «сражаться изо всех сил», чтобы «вернуть нашу страну», и попросил своих сторонников пройти маршем к Капитолию США.
Демонстрация завершилась штурмом Капитолия сторонниками Трампа. В то время Конгресс заседал, проводя подсчёт голосов Коллегии выборщиков. Когда протестующие проникли в Капитолий, выломав окна и двери, служба безопасности Капитолия эвакуировала Сенат и Палату представителей. Несколько зданий в комплексе Капитолия были эвакуированы, и все они впоследствии были заблокированы. Протестующие прорвались через охрану и заняли эвакуированное помещение Сената, в то время как охранники достали пистолеты, чтобы не допустить дальнейшего проникновения. Во время протестов на территории Капитолия были обнаружены самодельные взрывные устройства; взрывчатые вещества были также обнаружены в офисах Демократического национального комитета и Республиканского национального комитета, а также в одном автомобиле.
В результате событий погибли четыре человека. Ранее сообщалось, что среди погибших был один полицейский Капитолия, но потом выяснилось, что полицейский погиб от естественных причин. Сикник умер в результате двух инсультов. Десятки получили тяжёлые ранения. Федеральные власти начали расследование убийства. Одна женщина, попытавшаяся проникнуть в зал Палаты представителей через забаррикадированную дверь, была тяжело ранена сотрудниками полиции и позже скончалась. Трое участников протеста скончались из-за проблем со здоровьем.
Трамп назвал протестующих «великими патриотами», сказав им «идти домой с миром» и объяснив события фальсификацией выборов. Позднее вечером того же дня толпа была разогнана. Процесс подтверждения результатов коллегии выборщиков возобновился и закончился на следующее утро. Под давлением своей администрации Трамп согласился на «мирную передачу власти». Три дня спустя, 9 января, The New York Times сообщила, что Трамп сказал помощникам Белого дома, что сожалеет об этом заявлении и что он не уйдет в отставку.
События вызвали широкое осуждение со стороны политических лидеров и организаций по всей стране. Лидер сенатского большинства Митч Макконнелл назвал штурм Капитолия «неудавшимся восстанием». Спикер палаты представителей Нэнси Пелоси и лидер сенатского меньшинства Чак Шумер призвали Пенса официально применить 25-ю поправку, пригрозив объявить импичмент Трампу во второй раз. Twitter и Facebook заблокировали аккаунты Трампа и удалили сообщения, связанные с инцидентом. Штурм Капитолия был охарактеризован как государственная измена, восстание, седиция, внутренний терроризм и попытка государственного переворота. Высокопоставленные члены Сената и Палаты представителей США начали процесс отстранения президента от власти (импичмент). Федеральное бюро расследований (ФБР) завело более 170 дел.

## Предыстория
3 ноября 2020 года кандидат от демократов Джо Байден одержал победу на президентских выборах в США 2020 года над действующим президентом-республиканцем Дональдом Трампом. До, во время и после подсчёта голосов Трамп и некоторые другие республиканцы пытались отменить результаты выборов, заявляя о широко распространённых нарушениях на выборах.
В связи с тем, что Конгресс должен был собраться 6 января 2021 года для подсчёта результатов голосования Коллегии выборщиков, Трамп объявил о митинге перед этим мероприятием, чтобы продолжить свой протест по поводу непризнания результатов выборов в нескольких штатах. 18 декабря Трамп объявил: «6 января в Вашингтоне намечается крупный протест. Приходите, будет неистово!». 31 декабря 2020 года мэр Вашингтона, Мюриэл Баузер потребовала, чтобы войска Национальной гвардии округа Колумбия были развернуты для поддержки местной полиции во время ожидаемых демонстраций. В своем запросе она написала, что военные не будут вооружены и что они будут нести основную ответственность за «управлением толпой» и направлением движения, что позволит полиции сосредоточить внимание на вопросах безопасности. Исполняющий обязанности министра обороны Кристофер Миллер одобрил запрос 4 января 2021 года. Было выделено 340 военнослужащих, из которых не более 114 должны быть развернуты в любой момент времени.
Трамп провел предыдущие дни, предлагая вице-президенту Майку Пенсу отвергнуть победу Байдена, что не входит в конституционные полномочия Пенса; и Трамп повторил этот призыв в своей речи утром 6 января. В тот же день Пенс направил письмо Конгрессу, в котором он сказал, что не будет оспаривать победу Байдена.

### Планирование штурма и предшествующие опасения по поводу насилия
Трамп объявил о планах митинга перед подсчётом голосов 6 января, с целью продолжения оспаривания законности результатов выборов в нескольких штатах. 18 декабря Трамп заявил: «6 января большой протест в Вашингтоне. Будьте там, будет безумно!».
Али Александр, правый политический активист, который принимал участие в организации митинга и выразил поддержку штурму, назвав его «полностью мирным», в декабре заявил, что представители Пол Госар (R, AZ-4), Энди Биггс (R, AZ-5) и Мо Брукс (R, AL-5) были вовлечены в планирование «чего-то большого». По словам Александра, "это было для создания импульса и давления, а затем изменения сердец и умов людей в Конгрессе, которые ещё не приняли решение или которые увидели бы всех снаружи и сказали: «Я не могу быть против толпы». Его слова получили значительно более пристальное внимание после событий 6 января, в результате чего Биггс ответил заявлением, отрицающим какие-либо отношения между ним и Александром.
За несколько недель до штурма протестующие открыто планировали помешать подсчёту бюллетеней Коллегии выборщиков и призывали к насилию против Конгресса, Майка Пенса и правоохранительных органов. Планы были согласованы в альтернативных социальных сетях, поскольку более крупные сети, такие как Reddit и Twitter, ввели запреты на агрессивные выражения и изображения. Сайт TheDonald.win (основанный после того, как его предшественник, r/The Donald, был запрещен на Reddit), социальная сеть Parler, мессенджер Telegram, Gab и другие использовались для обсуждения предыдущих митингов Трампа и планирования штурма Капитолия. Пользователи обсуждали, как избежать полиции на улицах, какие инструменты можно взять с собой, чтобы взламывать двери, и как пронести оружие в Вашингтон. В декабре 2020 года после столкновений с полицией во время протестов Proud Boys и другие ультраправые группы выступили против правоохранительных органов. По крайней мере одна группа, Stop the Steal, 23 декабря 2020 года опубликовала свои планы штурма Капитолия с обещаниями «эскалации» ситуации в случае противодействия со стороны правоохранительных органов.

## События в Вашингтоне
Тысячи людей собрались на Freedom Plaza во вторник, 5 января 2021 года, накануне запланированных акций протеста. В ночь с 5 января на утро 6 было арестовано не менее десяти человек, некоторые из них были обвинены в нарушении оружейного законодательства.

### «Марш Спасение Америки»
Протестующие окружили монумент Вашингтону, чтобы провести митинг утром 6 января. Трамп, его адвокат Руди Джулиани и другие выступили на Эллипсе. Джулиани обратился к толпе, повторяя теории заговора о том, что машины для голосования, использованные на выборах, были «взломанными», и призывал к «судебному поединку». Представитель Мо Брукс сказал толпе: «Сегодня день, когда американские патриоты начинают записывать имена и надирать задницы». Представитель Мэдисон Коуторн (R-NC) сказал: «У этой толпы есть борьба» (англ. This crowd has some fight).
Трамп произнёс речь, заявив, что он «никогда не уступит» на выборах, критикуя СМИ и призывая Пенса отменить результаты выборов, на что у Пенса нет конституционных полномочий.
Трамп побуждал своих сторонников пройти маршем к Капитолию, где собирается Конгресс:
Вы никогда не вернёте нашу страну слабостью. Вы должны показать силу и быть сильными. Мы пришли потребовать, чтобы Конгресс поступил правильно и считал только тех избирателей, которые были внесены в списки законно ... Я знаю, что скоро все присутствующие здесь пойдут маршем к зданию Капитолия, чтобы мирно и патриотично сделать так, чтобы ваши голоса были услышаны.
Говоря о подсчёте голосов выборщиков за Байдена, Трамп сказал: «Мы не можем этого допустить». Трамп сказал своим сторонникам, чтобы они «сражались. Мы сражаемся изо всех сил. И если вы не будете сражаться изо всех сил, у вас больше не будет страны». Он сказал, что протестующие «пойдут к Капитолию, и мы постараемся дать [республиканцам] такую гордость и смелость, которые им необходимы, чтобы вернуть нашу страну». Речь Трампа возбудила толпу.
Сыновья Трампа, Дональд-младший и Эрик, во время своих выступлений назвали имена республиканских конгрессменов и сенаторов, которые не поддерживали попытки оспорить голосование Коллегии выборщиков, и пообещали провести против них кампанию на будущих внутрипартийных выборах. Сенатор Джош Хоули (R-MO) приветствовал протестующих с поднятым вверх кулаком, когда в полдень проходил мимо по пути на совместное заседание Конгресса.

### Выступления в здании Капитолия

#### Марш по Пенсильвания-авеню
После митинга толпа, воодушевлённая призывами Трампа о помощи ему в отмене результатов выборов, прошла по Пенсильвания-авеню и двинулась к Капитолию, где собралась отдельная толпа. Трудно достоверно оценить общий размер толпы, поскольку аэрофотосъемка в Вашингтоне запрещена по соображениям безопасности.
Примерно в 13:00 по местному времени по разным оценкам от нескольких сотен до нескольких тысяч наиболее радикально настроенных сторонников Трампа вступили в столкновения с офицерами полиции и прорвались через барьеры по периметру Капитолия. Некоторые из протестующих распыляли на полицейских химические вещества или били их свинцовыми трубами. Хотя большая часть участников протеста просто подошли к стенам Капитолия, некоторые во время штурма использовали верёвки и самодельные лестницы. Представитель Зои Лофгрен, зная, что бунтовщики достигли ступеней Капитолия, не смогла связаться с начальником полиции Капитолия Стивеном Сандом по телефону; пристав Палаты представителей Пол Д. Ирвинг сказал Лофгрен, что двери Капитолия заперты и «никто не может войти».
Тем временем Санд в 13:09 позвонил Ирвингу и Стенджеру и попросил их объявить экстренное положение, необходимое для вызова Национальной гвардии; они сказали Санду, что «передадут это наверх». Через час Ирвинг перезвонил с официальным одобрением.

#### Прорыв внутрь Капитолия
Примерно в 14:00 окна были выбиты, толпа ворвалась в здание и вошла в Национальный скульптурный зал. Когда участники выступления начали штурм Капитолия и других близлежащих зданий, некоторые здания комплекса были эвакуированы. Снаружи здания толпа установила виселицу, проткнула шины полицейской машины и оставила на лобовом стекле записку с надписью «ПЕЛОСИ — САТАНА». Politico сообщила, что некоторые протестующие показали свои полицейские значки или военные удостоверения правоохранительным органам, ожидая, что их впустят внутрь Капитолия; офицер полиции Капитолия рассказал BuzzFeed News, что один из протестующих сказал ему: «Мы делаем это для вас», когда он показал значок.
Обеспокоенная приближающейся толпой, представитель Максин Уотерс (D-CA) позвонила начальнику полиции Капитолия Стивену Санду, который находился не на территории Капитолия, а в штаб-квартире полицейского управления. Когда его спросили, что делает полиция Капитолия, чтобы остановить бунтовщиков, Санд сказал Уотерс: «Мы делаем всё, что в наших силах», как раз перед тем, как линия оборвалась.

#### Эвакуация Сената
Людей в здании попросили перейти в кабинеты и запереть двери и окна. Тем, кто остался снаружи, посоветовали «искать укрытие». Полицейские в Капитолии с оружием в руках призывали протестующих покинуть здание. После того, как правоохранительные органы начали использовать слезоточивый газ, членам Конгресса было приказано надеть противогазы. ABC News сообщила, что в здании Капитолия были слышны выстрелы и что у входной двери Палаты представителей возникло вооружённое противостояние. Ранее The Washington Post сообщала, что Пентагон отказался отправлять к Капитолию дополнительные силы Нацгвардии. В ответ на это штаты Вирджиния и Мэриленд направили свои подразделения Нацгвардии в Вашингтон для подавления протестных выступлений.
Днём 6 января Президент США Дональд Трамп опубликовал видеообращение к протестующим в Вашингтоне с призывом к миру и порядку в своем аккаунте в Twitter. Политик призвал протестующих, ворвавшихся в здание Капитолия, идти домой:

«Я понимаю вашу боль, я слышу ваши сердца: выборы украли у нас. Но вы должны идти домой сейчас, идти с миром»

Видеообращение Трампа к своим сторонникам заблокировали Twitter, Facebook и YouTube. Причиной блокировки стали высказывания об «украденных выборах», которые могут привести к продолжению протестов. Twitter заблокировал аккаунт президента США на 12 часов, до тех пор, пока твиты о победе Трампа на выборах не будут удалены.
Пятьдесят два человека было арестовано.
Протестующие, поддерживающие Трампа, нанесли физический ущерб. По всему Капитолию происходили многочисленные грабежи и вандализм. Протестующие штурмовали офис спикера Палаты представителей Нэнси Пелоси, переворачивали столы и срывали фотографии со стен; офис парламентария Сената и произведения искусства были разграблены, а полицейские Капитолия сообщили, что здание было «разгромлено». Во всем здании были разбиты стеклянные окна, в результате чего пол был завален стеклом и мусором. Протестующие уничтожили записывающее и вещательное оборудование Associated Press после того, как прогнали репортёров. 14 офицеров были ранены в результате насилия у Капитолия.

### Участники события
Сторонники движения бугалу, Three Percenters, Proud Boys, Oath Keepers, Groypers, национал-анархисты, неоконфедераты и чёрные евреи присутствовали на штурме или носили символы и снаряжение с эмблемами во время него; некоторые участники также носили неонацистскую одежду, в том числе рубашку с отсылкой к концентрационному лагерю Освенцим-Биркенау и его девизу Arbeit macht frei («работа делает тебя свободным»). Члены Националистического социального клуба, уличной неонацистской банды, подробно рассказали о своем участии в штурме и заявили, что эти действия были «началом Белой революции в Соединённых Штатах».
После штурма агентство Associated Press изучило публичные и онлайн-записи более 120 участников и обнаружило, что многие из них поддерживали в социальных сетях теории заговора о президентских выборах 2020 года, а также разделяли убеждения, распространяемые сторонниками теории заговора QAnon. Кроме того, перед штурмом некоторые угрожали политикам-демократам и республиканцам. Событие было описано как чрезвычайно популярное в Интернете; во время него «интернет-деятели, поддерживающие Трампа» и фанаты вели прямые трансляции и делали селфи. Среди участников акции был известный музыкант Джон Шаффер, лидер рок-группы Iced Earth.
Во время события присутствовали не менее тринадцати нынешних и бывших депутатов-республиканцев. Все отрицали участие в актах насилия.

### Действия правоохранительных органов
Примерно в 14:31 6 января мэр Вашингтона Мюриэл Баузер объявила комендантский час, вступающий в силу той же ночью. Губернатор Вирджинии Ральф Нортам также ввёл комендантский час для соседней Алегзандрии и округа Арлингтон в Северной Вирджинии.
Нортам послал членов Национальной гвардии Вирджинии и 200 солдат штата Вирджиния для поддержки правоохранительных органов Вашингтона.
Полиция продолжала попытки оттеснить протестующих от Капитолия, протесты продолжались, некоторые из них перемещались за пределы Капитолийского холма. Сообщалось о некоторых словесных и физических атаках на репортёров, при этом протестующие обвиняли СМИ в предоставлении «фейковых новостей».
Ближе к 18:00 по местному времени полиция объявила о «полной зачистке» здания Капитолия от протестующих, последние из которых оставались в восточной части комплекса. Операция проходила с использованием слезоточивого газа и светошумовых гранат.
Вечером 6 января Конгресс США утвердил результаты голосования коллегии выборщиков на выборах президента, согласно которым, победу одержал демократ Джо Байден. Конгрессмены подтвердили итоги выборов президента США, из которых следует, что Байден опередил действующего президента Дональда Трампа (306 голосов у Байдена против 232 у Трампа; для победы требовалось 270 голосов).
Сообщалось, что 2700 военнослужащих Национальной гвардии Вашингтона и 650 военнослужащих Национальной гвардии Вирджинии будут отправлены в Вашингтон в ночь на 6 января. Губернатор Нью-Йорка Эндрю Куомо пообещал направить тысячу военнослужащих Национальной гвардии Нью-Йорка в округ Колумбия, в дополнение к ресурсам, обещанным другими штатами. В ночь на 6 января мэр Баузер издала приказ о продлении чрезвычайного положения в Вашингтоне на 15 дней, предполагая, что некоторые люди «продолжат свои жестокие протесты до инаугурации».
На следующий день министр армии Райан Д. Маккарти объявил, что вокруг здания Капитолия будет возведена ограда на срок не менее 30 дней; в тот же день началось её строительство. Маккарти также заявил, что будут мобилизованы войска Национальной гвардии Нью-Джерси, а также войска Национальной гвардии Делавэра, Нью-Йорка и Пенсильвании.

### Завершение подсчёта голосов выборщиков
Конгресс снова собрался после того, как Капитолий был освобождён от протестующих, а Сенат возобновил своё заседание 6 января около 20:00, чтобы завершить обсуждение возражения в сторону избирателей Аризоны. В 21:58 Сенат отклонил возражение 93-6, и только шесть республиканцев проголосовали за: Тед Круз, Джош Хоули, Синди Хайд-Смит, Джон Нили Кеннеди, Роджер Маршалл и Томми Табервилл. В 23:08 Палата представителей также отклонила предложение с перевесом 303—121 баллов. Все «за» пришли от республиканцев, а «против» — от 83 республиканцев и 220 демократов.
Ещё одно возражение было выдвинуто республиканским представителем Пенсильвании Скоттом Перри и сенатором Джошем Хоули от штата Миссури в адрес избирателей Пенсильвании, что вызвало ещё один двухчасовой перерыв на совместном заседании для обсуждения возражения. 7 января в 00:30 Сенат отклонил и это возражение, проголосовав 92-7 голосов, при этом те же люди проголосовали так же, как и раньше, за исключением сенаторов Синтии Ламмис и Рика Скотта, проголосовавших за, а Джон Кеннеди — против. В 03:08 Палата представителей аналогичным образом отклонила предложение поддержать возражение с перевесом 282—138. Опять же, все голоса «за» были отданы республиканцам, тогда как на этот раз только 64 республиканца и 218 демократов проголосовали против.
В 3:41 Конгресс подтвердил результаты голосования коллегии выборщиков, 306 голосов Байдена против 232 — Трампа, при этом Пенс заявил, что Байден и Харрис вступят в должность 20 января.

### Меры безопасности
После штурма Капитолия и участившихся случаев преследований члены Конгресса получили дополнительную охрану в аэропортах. Вашингтонский национальный аэропорт имени Рональда Рейгана, международный аэропорт Балтимор-Вашингтон и Вашингтонский аэропорт имени Даллеса получат охрану от полиции Капитолия во время дня инаугурации Байдена.
После штурма были усилены меры безопасности в Капитолии. Вокруг Капитолия было установлено охранное ограждение, и 6200 военнослужащих Национальной гвардии были размещены в районе столицы страны. До 20 января подразделения Национальной гвардии, прикреплённые к столице, будут иметь доступ к средствам летального воздействия.

## События за пределами округа Колумбия

### Капитолии штатов
Несколько капитолиев штатов США закрылись по соображениям безопасности после штурма Капитолия США.
Одиннадцать человек были арестованы в Сакраменто (Калифорния) за незаконное хранение перцового баллончика. Сообщений о травмах не поступало, но сообщалось как минимум об одном нападении. В центре Сакраменто было закрыто несколько дорог и остановлено несколько автобусных маршрутов, при этом на демонстрацию было направлено более 200 полицейских. Некоторые участники толпы носили футболки в поддержку ультраправых Proud Boys. Ополченцы в Джорджии также пытались штурмовать Капитолий штата Джорджия, что привело к эвакуации государственного секретаря Джорджии Брэда Раффенспергера и других официальных лиц. Примерно к 15:15 6 января 2021 года сообщалось, что большая часть демонстрации была разогнана за пределами Капитолия Джорджии. Протесты прошли внутри Капитолия штата Канзас. Охранник Капитолия заявил, что протестующим разрешили находиться в ротонде, поскольку у них было разрешение на проведение там акций протеста.
Мирный митинг «Штурм Капитолия» в Сент-Поле (Миннесота) был встречен примерно 30 военнослужащими Патруля штата Миннесота и не нанёс вреда Капитолию штата. Затем демонстранты направились к резиденции губернатора. Протестующие обрадовались, узнав, что люди в Вашингтоне проникли в Капитолий США. Протестующие в Линкольне (Небраска) собрались возле столицы штата во время открытия новой сессии Законодательного собрания Небраски. Протестующие и контрпротестующие провели демонстрацию у Дома штата Огайо в Колумбусе (Огайо). Было сообщение об одном насильственном инциденте. Капитолий штата Оклахома в Оклахома-Сити стал местом очередной акции протеста. Один арестован по обвинению в попытке поджога, а также в нападении и попытке поджечь чужие флаги. Протест насчитывал сотни людей и в целом был мирным. Толпа также сформировалась в Карсон-Сити (Невада).
Два депутата штата Теннесси провели молитвенный митинг на Legislative Plaza в Нэшвилле. Толпа насчитывала около 150 человек. Протестующие в Олимпии (Вашингтон) вышли на лужайку перед Особняком Губернатора Вашингтона.

### Другие города США
Несколько сотен протестующих собрались возле отеля Ahern в Лас-Вегасе, штат Невада. Акция протеста распространилась на бульвар Лас-Вегаса, когда протестующие прошли маршем к зданию федерального суда имени Ллойда Д. Джорджа. Протесты прошли и в районе Лос-Анджелеса, в том числе возле штаб-квартиры Департамента полиции Лос-Анджелеса, в Беверли-Хиллз и Ньюпорт-Бич. Сообщается об инциденте, когда протестующий опрыскал контрпротестующего химическим раздражителем.

### Другие страны
В Канаде несколько десятков человек собрались в поддержку Трампа в Торонто, Ванкувере и Калгари. На митинге в Ванкувере фотокорреспондент Канадской телерадиовещательной корпорации Бен Нелмс подвергся нападению со стороны одного из демонстрантов.
В Японии несколько сотен человек собрались в Токио в поддержку Трампа, при этом несколько человек несли флаг США и Флаг Восходящего Солнца. Митинг в Токио был поддержан религиозным движением Happy Science и состоялся за несколько часов до митинга в Вашингтоне.

## Использование социальных сетей
Видео и фотографии штурма Капитолия также были размещены в социальных сетях во время событий репортёрами-участниками, членами Конгресса и их сотрудниками. Многие протестующие также использовали социальные сети, чтобы задокументировать свое проникновение в Капитолий и в офисы различных представителей.
Марк Цукерберг на 14 дней заблокировал аккаунт действующего Президента США Трампа, до дня инаугурации Байдена включительно.
8 января Twitter перманентно (бессрочно) заблокировал аккаунт Дональда Трампа и навсегда закрыл доступ к его учетной записи с 88 миллионами подписчиков. Также Твиттер заблокировал аккаунт штаба Трампа и пообещал блокировать любой используемый Трампом аккаунт сети, в том числе официальный президента США. Аккаунты Трампа также заблокировали Facebook, Instagram, Twitch, Snapchat. Трамп в своем заявлении обвинил руководство Твиттера в ограничении свободы слова, сговоре и координации действий с демократами.
16 января аккаунты Трампа в Facebook и Instagram были разблокированы.
20 ноября 2022 Илон Маск — новый владелец Твиттера — провёл опрос о разблокировке аккаунта Трампа, по итогу которого аккаунт Трампа был разблокирован, однако Трамп отказался продолжать вести свой аккаунт в Твиттере.

## Последствия

### Критика полиции Капитолия
Неспособность правоохранительных органов предотвратить проникновение толпы в Капитолий привлекла пристальное внимание к полиции Капитолия, состоящей из 1700 человек, и к другим задействованным полицейским агентствам. Перед штурмом Капитолия возведённые заграждения были низкими, а большинство офицеров было в обычной форме, предназначенной для управления толпой, а не в спецодежде для сдерживания нападения. Эксперты по охране правопорядка раскритиковали подготовку и первоначальные действия полиции Капитолия, заявив, что агентство недооценило потенциальную угрозу со стороны сторонников Трампа; неразумно позволили протестующим собраться на ступенях Капитолия и не смогли немедленно арестовать участников или иным образом отреагировать на протесты после взлома. The Washington Post сообщила, что полиция Капитолия была застигнута врасплох огромной толпой, и у неё не было персонала, чтобы немедленно задержать всех протестующих; The Post также отметила, что «на видео были запечатлены некоторые офицеры, которые, казалось, стояли в стороне, когда протестующие заходили внутрь». Определённая нехватка персонала была связана с пандемией COVID-19; офицеры были помещены на карантин после заражения или воздействия SARS-CoV-2.
В социальных сетях появились кадры, на которых полиция пропустила протестующих через баррикады в Капитолий, а один офицер был сфотографирован во время «селфи» с протестующим внутри здания. Политик Джим Купер (D-TN) был обеспокоен тем, что полиция Капитолия могла быть замешана в нарушении правопорядка. Несколько европейских официальных представителей служб безопасности, в том числе два сотрудника разведки из стран — членов НАТО, в интервью Business Insider предположили, что прорыву системы безопасности могла способствовать «молчаливая поддержка» участникам протестов со стороны сотрудников полиции Капитолия и других федеральных агентств, помогающих в обеспечении комплексной безопасности Капитолия. Politico сообщила, что некоторые протестующие показали правоохранительным органам свои полицейские значки или военные удостоверения, когда они подошли к Капитолию. Был украден ноутбук сенатора Джеффа Мёркли, и Министерство юстиции отметило в брифинге, что «данные национальной безопасности» могли быть украдены. Политик Рубен Галлего отметил, что «мы должны провести полную проверку того, что было взято, скопировано или даже оставлено на предмет наличия ошибок и прослушивающих устройств».
Представитель Тим Райан (демократ от штата Огайо), имеющий полномочия по бюджету над полицией Капитолия, объявил, что он начнет расследование недостатков системы безопасности, которые позволили агрессивной толпе проникнуть в Капитолий и прорваться в законодательные палаты. Райан указал, что он ожидал увольнения некоторых офицеров полиции Капитолия, и сослался на «отсутствие профессионального планирования и ведения дел» и «стратегические ошибки» перед «восстанием и попыткой государственного переворота».
Ошибки правоохранительных органов, из-за которых произошел штурм Капитолия, вынудили Секретную службу США инициировать пересмотр своих планов безопасности для инаугурации 20 января 2021 года.

#### Обвинения в дифференцированном обращении
Борцы за гражданские права и политические комментаторы отметили, что группы, причастные к протестам против расовой несправедливости в Вашингтоне, подвергались гораздо более жёсткому обращению, чем протестующие, штурмовавшие Капитолий. Несколько СМИ освещали сообщения пользователей в социальных сетях, в которых говорилось, что из-за привилегий белых и привилегий мужчин полиция относилась к протестующим более снисходительно, чем к людям другого цвета кожи или инвалидам, при этом многие ссылались на момент, когда полицейский сделал «селфи» с протестующим. Представитель США Тим Райан прокомментировал: «Если бы чернокожие штурмовали Капитолий, к ним относились бы иначе, чем сегодня. Я не думаю, что есть какие-либо сомнения в том, что с цветными сообществами обращались бы совершенно иначе». Писательница Роксана Гей сказала, что чернокожие протестующие «лежали бы мёртвыми перед зданием Капитолия», если бы они вели себя так же, как сторонники Трампа. Журналист Адам Сервер сравнил неспособность полиции Капитолия предотвратить кражи из Капитолия с прошлогодней фразой Трампа «когда начинается грабеж, начинается стрельба». Другие сравнивали обращение с протестующими, поддерживающими Трампа, с жестоким обращением полиции Капитолия с демонстрантами-инвалидами, связанными с ADAPT в 2017 году, и серьёзными травмами, нанесёнными мирным демонстрантам «резиновыми пулями» и слезоточивым газом во время протестов после смерти Джорджа Флойда.

#### Отставки
На следующий день после нападения Пелоси призвала начальника полиции Капитолия Стивена Санда уйти в отставку, сославшись на провал руководства, и сказала, что после нападения она не могла связаться с Сандом. В тот же день Санд объявил о своей отставке, направив письмо в Полицейское управление Капитолия, в котором говорилось, что отставка вступит в силу 16 января. Однако уже 8 января Санд ушел в отставку немедленно.
В тот же день было объявлено об отставке Пола Д. Ирвинга, пристава Палаты представителей. Чак Шумер заявил, что уволит Майкла К. Стенджера, пристава Сената, когда он станет лидером большинства в конце января. Вскоре после этого уходящий лидер большинства Митч Макконнелл попросил и получил отставку Стенджера, вступившую в силу немедленно.

### Критика освещения в СМИ
7 января 2021 года американская радио и телеведущая Лора Ингрэм из Fox News в своем шоу The Ingraham Angle раскритиковала освещение штурма Капитолия, сравнив его с освещением демонстраций Black Lives Matter в 2020 году, заявив, что «насилие, кстати, продолжалось все лето, и многие из головорезов взбодрились, когда СМИ убрали свои камеры».
7 января Дэвид Баудер, пишущий для Associated Press, подверг критике освещение штурма в консервативных СМИ, заявив, что, в то время как «консервативные СМИ осуждали, объясняли и оправдывали бунт в Капитолии со стороны сторонников президента Дональда Трампа», они недостаточно анализировали ситуацию.

### Расследование преступлений
6 января в 14:31 мэр округа Колумбия Мюриэл Баузер объявила о введении комендантского часа в округе с 18:00. Несмотря на введение комендантского часа, его в значительной степени игнорировали протестующие, многие из которых остались в районе капитолийского холма через два часа после того, как комендантский час вступил в силу. К 18.08 полиция арестовала не менее тринадцати человек и изъяла пять единиц огнестрельного оружия. Всего к концу дня 6 января полиция арестовала 61 человека за преступления, связанные с «беспорядками», причем около половины из этих арестов произошли на территории Капитолия. Одним из арестованных был Джейк Анжели, который ворвался в Капитолий в меховой шапке с рогами и без рубашки.
Федеральная прокуратура возбудила 15 уголовных дел, связанных с беспорядками, в том числе на одного человека, арестованного за использование военной полуавтоматической винтовки и 11 бутылок с зажигательной смесью. Большинство возбужденых уголовных дел связано с несанкционированным проникновением на территорию Капитолия а также они обвиняются в делах, связанных с огнестрельным оружием и хищением имущества. По меньшей мере 23 человека были привлечены к уголовной ответственности 7 января в Верховном суде округа Колумбия и были отпущены под подписку о невыезде.
7 января Майкл Р. Шервин, временно исполняющий обязанности прокурора США округа Колумбия, заявил, что протестовавшим могут быть предъявлены обвинения в сговоре о призыве к мятежу или мятеже. Шервин сказал, что любому офицеру полиции Капитолия, оказавшему помощь протестующим, будет предъявлено обвинение. Шервин также предположил, что Трамп может попасть под расследование из-за его комментариев, адрессованных сторонникам перед штурмом Капитолия; а также могут быть расследованы другие люди, которые «помогали, содействовали или играли некоторую вспомогательную роль» в этих событиях.
7 января председатель Комитета национальной безопасности Палаты представителей Бенни Томпсон заявил, что любой протестующий, вошедший в здание Капитолия, должен быть внесён в федеральный No-Fly список (запрет на перелёты). Бывший директор ФБР Эндрю Маккейб и бывший главный инспектор Дэвид К. Уильямс утверждали, что Трампу могут быть предъявлены уголовные обвинения за подстрекательство к мятежу.
Бывший мормонский миссионер Джошуа Кольт из Бойсе (Айдахо), 8 января был внесён Столичным управлением полиции округа Колумбия в список лиц, представляющих интерес для правоохранительных органов. После беспорядков его социальные сети были удалены и в настоящее время он обратился за юридической консультацией.
11 января Ассоциация адвокатов штата Нью-Йорк объявила, что она начала расследование в отношении адвоката Трампа Руди Джулиани в связи с его ролью в восстании, что может привести к его исключению из ассоциации и рекомендации о лишении права адвокатского статуса, если он будет привлечён к ответственности.

#### Самодельные взрывные устройства
Самодельные взрывные устройства были обнаружены в нескольких местах в Вашингтоне. Устройство, предположительно являющееся трубчатой бомбой, было обнаружено в здании, где располагаются офисы Национального комитета Республиканской партии (RNC). Ещё одна предположительно трубчатая бомба была обнаружена на территории комплекса Капитолия. Штаб Национального комитета Демократической партии (DNC) был эвакуирован после того, как был обнаружен подозрительный пакет, который, как позже выяснилось, был самодельной бомбой. И здание RNC, и штаб-квартира DNC находятся в нескольких кварталах от Капитолия. Устройства, обнаруженные в здании RNC и на территории Капитолия, были благополучно взорваны сапёрными командами во второй половине дня 6 января. Официальные лица не были уверены, что устройства работают.
Рядом с одной бомбой был обнаружен автомобиль с винтовкой и коктейлями Молотова, а также задержан один человек.

### Жертвы
Пятнадцать полицейских были госпитализированы, более 50 получили ранения. Протестующие били полицейских Капитолия по голове свинцовыми трубами и другим оружием, часть из которого была замаскирована под флагштоки. Пять человек погибли во время или вскоре после этого события, в том числе один полицейский.
42-летний офицер полиции Капитолия Брайан Д. Сикник, ветеран-бывший член Национальной гвардии, был смертельно ранен протестующими. Конкретная причина смерти Сикника изначально не была раскрыта, хотя сотрудники правоохранительных органов сообщили The New York Times, что он получил удар по голове огнетушителем. Агентство Reuters сообщило, что Сикник перенес инсульт после травмы головы и потерял сознание после возвращения в офис своего подразделения. Он был доставлен в больницу и скончался на следующий день. Федеральные власти начали расследование смерти Сикника. Пелоси, спикер Палаты представителей, в честь Сикника распорядилась, чтобы флаги у Капитолия опустили; флаг в Белом доме не опустили. После того, как было объявлено о смерти Сикника, сенатор Тед Круз получил негативную реакцию за предыдущие выступления, которые были восприняты как призывы к насилию, а #TedCruzKilledACop стал главным трендом Twitter в Соединённых Штатах.
В участницу штурма Эшли Бэббит, 35-летнего ветерана ВВС США, был произведён выстрел в Капитолии правоохранительными органами при попытке пролезть через разбитое окно в верхней половине забаррикадированной двери за помещением Палаты представителей; позже она скончалась от полученных травм. Представитель правоохранительных органов сообщил Washington Post, что полиция знала, что у многих протестующих было скрытое оружие, но считает, что покойная была безоружна, а офицер, который произвел смертельный выстрел, не знал об этом на тот момент. Сотрудник, стрелявший в неё, был отправлен в административный отпуск до завершения расследования. Бэббит была последовательницей QAnon — теории заговора, поддерживающей Трампа. Накануне женщина написала в Твиттере: «Буря здесь», отсылая к предсказанию QAnon о том, что Трамп разоблачит и победит глобальный кабальный совет педофилов, поклоняющихся сатане.
Трое других протестующих, которых опознали как 34-летнюю Розанну Бойланд, 55-летнего Кевина Грисона и 50-летнего Бенджамина Филлипса, скончались в результате «проблем со здоровьем»: 
Бойланд скончалась от острой дыхательной недостаточности, 
Грисон умер от сердечного приступа, а 
Филипс — от инсульта.

### Отставки администрации Трампа
Мэтью Поттинджер, заместитель советника по национальной безопасности; Стефани Гришэм, глава администрации первой леди Мелании Трамп; Сара Мэтьюз, заместитель пресс-секретаря Белого дома; и Анна Кристина «Рики» Никета Ллойд, социальный секретарь Белого дома, подали в отставку в знак протеста в день штурма Капитолия. На следующий день министр транспорта Элейн Чао стала первым членом кабинета министров, объявившим о своей отставке с 11 января. За ней последовала министр образования Бетси Девос, которая также сослалась на инцидент в Капитолии. Мик Малвейни, бывший глава администрации Трампа и специальный посланник администрации в Северной Ирландии; и Эрик Дрейбанд, помощник генерального прокурора по гражданским правам, также заявили о своей отставке. После своего ухода Малвейни заявил: «Я не могу этого сделать. Я не могу остаться … Те, кто решили остаться, и я разговаривал с некоторыми из них, предпочитают остаться, потому что они обеспокоены тем, что президент может поставить кого-нибудь похуже». Он также заявил, что Трамп «не был таким, каким был восемь месяцев назад». Пятеро высокопоставленных чиновников Федерального управления гражданской авиации (FAA) подали в отставку в знак протеста. Джулиан Боргер писал, что «не было никаких признаков … массового исхода или мятежа». Парламентский организатор демократического большинства в Палате представителей Джим Клайберн и сенатор США Элизабет Уоррен раскритиковали Девос и Чао за то, что они ушли в отставку, а не проголосовали за применение Двадцать пятой поправки с целью отстранения Трампа от должности.
CNN сообщил, что несколько помощников Трампа рассматривали возможность отставки, в том числе Роберт О’Брайен и Крис Лидделл.

### Предложения об устранении Трампа через конституционные процессы
Лидеры демократов в Конгрессе — лидер меньшинства в Сенате Чак Шумер и спикер Палаты представителей Нэнси Пелоси — призвали вице-президента Пенса применить Двадцать пятую поправку и заявили, что они будут второй раз добиваться импичмента Трампа, если Пенс этого не сделает. Пелоси сказала, что Трамп «подстрекал к вооружённому восстанию против Америки» и спровоцировал «ликующее осквернение Капитолия США [и] насилие против Конгресса». Никогда ранее не использовавшееся положение Двадцать пятой поправки позволяет вице-президенту с большинством секретарей кабинета путём письменного заявления объявить Трампа «неспособным выполнять свои полномочия и обязанности». В течение двух дней после протрамповского выступления в Капитолии 197 представителей и 37 сенаторов публично призвали к применению Двадцать пятой поправки или к импичменту и отстранению Трампа от должности из-за провоцирования беспорядков. Все были демократами (включая двух независимых сенаторов, которые объединились с демократами, Ангуса Кинга и Берни Сандерса), за исключением единственного республиканца, представителя США от Иллинойса Адама Кинзингера. Те, кто призывают к импичменту Трампа, охватывают весь идеологический спектр партии. Избранный президент Байден не высказался по поводу предполагаемого ускоренного импичмента Трампа, заявив, что этот вопрос должен решить Конгресс.
Среди губернаторов-демократов призывы к Трампу уйти в отставку или отстранить от должности сделали Дж. Б. Прицкер из Иллинойса, Эндрю Куомо из Нью-Йорка, Рой Купер из Северной Каролины и Джей Инсли из штата Вашингтон. Три губернатора-республиканца, критиковавшие Трампа, — Фил Скотт из Вермонта, Чарли Бейкер из Массачусетса и Ларри Хоган из Мэриленда — также призвали Трампа уйти в отставку или отстранить его от должности. И наоборот, губернатор Южной Каролины Генри Макмастер, республиканец, тесно связанный с Трампом, выступил против призывов отстранить Трампа от должности, а Майк Деуайн, республиканский губернатор Огайо, выступил против применения Двадцать пятой поправки на том основании, что он верил, что это «вызовет больший раскол, чем исцеление», и потому что до конца срока Трампа оставалось менее двух недель.
Йони Аппельбаум из The Atlantic во второй раз призвал к импичменту Трампа. Несколько консервативных комментаторов, в том числе Род Дреер, Дэниел Ларисон и Джон Подгорец, выразили свою поддержку импичменту и смещению Трампа. Консервативная редакция The Wall Street Journal написала, что поведение Трампа во время инцидента «пересекает конституционную черту, которую г-н Трамп ранее не переходил. Это заслуживает импичмента» и что «лучшим исходом для него будет его отставка». Сенатор Лиза Меркауски также призвала Трампа уйти в отставку. Сенатор Бен Сасс сказал, что он рассмотрит статьи Палаты представителей об импичменте и что «президент не выполнил свою присягу».
Национальная ассоциация промышленников также попросила Пенса «серьезно рассмотреть» возможность применения Двадцать пятой поправки. Вечером 6 января некоторые члены Кабинета провели предварительные обсуждения возможности применения 25-й поправки, чтобы объявить Трампа «неспособным выполнять полномочия и обязанности в своей должности» и, таким образом, передать свои полномочия и обязанности Пенсу как исполняющему обязанности президента; однако Пенс, как сообщается, отклонил призывы применить Двадцать пятую поправку.
Назвав вооружённый штурм Капитолия «подстрекательством к мятежу», редакция Washington Post написала, что «дальнейшее пребывание Трампа на этом посту представляет серьезную угрозу для демократии в США», а также для общественного порядка и национальной безопасности, и призвала Пенса к немедленно начать процесс Двадцать пятой поправки с целью объявления Трампа «неспособным выполнять полномочия и обязанности своего офиса», чтобы Пенс мог работать до инаугурации Байдена 20 января.
Также после событий прозвучали призывы к судебному преследованию Трампа за подстрекательство толпы к штурму Капитолия. Мэр округа Колумбия Мюриэл Баузер заявила: «Мы стали свидетелями беспрецедентного нападения на нашу американскую демократию, спровоцированного президентом Соединенных Штатов. Он должен быть привлечен к ответственности. Его постоянная и вызывающая разногласия риторика привела к отвратительным действиям, которые мы наблюдаем сегодня». Главы крупнейших компаний США и бизнес-объединений, включая Citi Bank и Промышленную палату, обратились к законодателям с требованием немедленно отстранить Дональда Трампа от власти, воспользовавшись правом, которое дает 25-я поправка к Конституции США.

### Возможное распространение COVID-19
Эксперты в области общественного здравоохранения заявили, что штурм Капитолия был потенциальным событием-суперраспространителем COVID-19. Только у нескольких членов толпы были маски на лицах, многие приехали из других городов, и лишь немногие из участников были немедленно задержаны и опознаны. Представитель США Джейкоб Латернер, республиканец из Канзаса, получил положительный результат на COVID-19 после снятия локдауна вечером 6 января; Латернер, который начал свой первый срок в Конгрессе 3 января, не вернулся на этаж Палаты представителей, когда процесс подсчёта голосов Коллегии выборщиков возобновился. Сообщается, что около 200 сотрудников Конгресса укрылись в разных комнатах внутри Капитолия, что еще больше увеличивает риск передачи COVID-19.
Доктор Энтони Фаучи, директор Национального института аллергии и инфекционных заболеваний и ведущий член Оперативной Группы Белого дома по Коронавирусу, сказал в интервью WJLA-TV, что протестующие «вероятно, подвергли себя повышенному риску, потому что они, по сути, не придерживались основ общественного здравоохранения» для предотвращения распространения COVID-19, таких как «всеобщее ношение масок, соблюдение физической дистанции [и] избегание посещения мест скопления людей». На следующий день после штурма Капитолия Эрик Тонер, старший научный сотрудник Центра безопасности здравоохранения Джонса Хопкинса, сказал, что штурм Капитолия был «чрезвычайно опасным» с точки зрения общественного здравоохранения.
Американский активист-неонацист и сторонник превосходства белых Тим «Baked Alaska» Жионет участвовал в событиях дня, включая штурм Капитолия, несмотря на недавний диагноз COVID-19.

## Реакция

### Дональд Трамп

#### Действия во время выступления
Трамп, который провёл предыдущие недели, продвигая митинг «Спасение Америки», был «поначалу доволен», когда его сторонники прорвались в Капитолий и отказались отступать; сенатор-республиканец Бен Сасс сказал, что высокопоставленные чиновники Белого дома сказали ему, что Трамп был «рад» слышать, что протестующие входят в Капитолий. Вскоре после 14:00, когда выступление продолжались и после того, как сенаторы были эвакуированы из зала Сената, Трамп позвонил сенаторам-республиканцам (сначала Майку Ли из Юты, затем Томми Табервиллу из Алабамы) с просьбой выдвинуть больше возражений против подсчёта голосов выборщиков, чтобы попытаться отменить выборы.
В 14:47, когда его сторонники яростно столкнулись с полицией в Капитолии, Трамп написал в Твиттере: «Пожалуйста, поддержите нашу полицию Капитолия и правоохранительные органы. Они действительно на стороне нашей страны. Оставайтесь мирными!» К 15:10 на Трампа начало усиливаться давление с целью того, чтобы он осудил сторонников, участвовавших в штурме Капитолия; бывший директор Трампа по связям с общественностью Алисса Фарах призвала его «осудить это сейчас» и написала: «Вы единственный, кого они будут слушать». К 15:25 Трамп написал в Твиттере: «Я прошу всех в Капитолии США оставаться мирными. Никакого насилия! Помните, МЫ — Партия Закона и Порядка — уважайте Закон и наших великих мужчин и женщин в Синем», но не призвал толпу разойтись. К 15:40 ряд республиканцев в Конгрессе призвали Трампа более конкретно осудить насилие и призвать своих сторонников прекратить оккупацию Капитолия: лидер меньшинства Кевин Маккарти сказал, что говорил с Трампом, чтобы попросить его «успокоить людей»; сенатор Марко Рубио опубликовал твит, в котором написал Трампу, что «крайне важно, чтобы вы помогли восстановить порядок, направив ресурсы в помощь полиции и попросив тех, кто это делает, уйти»; и представитель Майк Галлахер в видеообращении сказал Трампу «останови это». В отличие от Трампа, который только призвал своих сторонников «сохранять миролюбие», Пенс призвал немедленно прекратить оккупацию Капитолия.
К 15:50 пресс-секретарь Белого дома Кейли Макинани заявила, что были развернуты Национальная гвардия и «другие федеральные службы охраны». В 16:22 Трамп опубликовал видеообращение в социальных сетях, которое позже было удалено Twitter, Facebook и YouTube. В нём он похвалил своих сторонников и вновь заявил о фальсификациях: «Это были сфальсифицированные выборы, но мы не можем играть на руку этим людям. Нам нужен мир. Так что идите домой. Мы любим вас. Вы очень особенные. Вы видели, что происходит. Вы видите, как обращаются с другими, так плохо и так злобно. Я знаю, что вы чувствуете. Но идите домой и идите домой с миром».
В 18:25 Трамп написал в Твиттере: «Это вещи и события, которые происходят, когда священная убедительная победа на выборах так бесцеремонно и злобно отбирается у великих патриотов, с которыми долго так плохо и несправедливо обращались». Затем он заявил: «Идите домой с любовью и миром. Запомните этот день навсегда!»
В 19:00 адвокат Трампа Руди Джулиани повторно позвонил на номер Ли и оставил голосовое сообщение, предназначенное для Табервилла, призвав его выдвинуть больше возражений против подтверждения голосов, пытаясь «просто замедлить его». Джулиани сказал: «Я знаю, что они снова соберутся в 8 вечера, но это … единственная стратегия, которой мы можем следовать, — это возражать против многочисленных штатов и поднимать вопросы, чтобы дотянуть до завтра — в идеале — до конца завтрашнего дня».

#### Последующие действия
Вскоре после того, как Конгресс подтвердил победу Байдена, официальный представитель Трампа Дэн Скавино выступил с заявлением от лица Трампа, в котором говорилось: «Хотя я полностью не согласен с результатами выборов, и факты подтверждают мои слова, тем не менее, 20 января будет мирная передача власти. Я всегда говорил, что мы продолжим нашу борьбу за то, чтобы засчитывались только законные голоса. Хоть это и означает конец первого величайшего срока в истории президентства, это только начало нашей борьбы за то, чтобы сделать Америку снова великой!».
В видеообращении, опубликованном 7 января, Трамп осудил насилие в Капитолии, заявив, что «пройдет инаугурация новой администрации», что многие рассматривали как уступку, и что его «внимание теперь сосредоточено на обеспечении плавного и упорядоченного перехода власти» администрации Байдена. Ранее в тот же день в телевизионном заявлении пресс-секретарь Белого дома Кейли Макинани попыталась дистанцировать администрацию от поведения протестующих.
После того, как Трамп признал, что проиграл выборы, он подвергся критике со стороны многих своих сторонников. Ник Фуэнтес и Кассандра Фэрбенкс заявили, что Трамп «бросил своих сторонников под автобус», в то время как приверженцы теории заговора QAnon провели нумерологический анализ отметок времени в видеообращении Трампа, а пользователи Parler назвали Трампа «дилдо».

##### Помилование
После того, как Трамп выиграл выборы, и вступил в должность 47-го президента США он помиловал осужденных за штурм Капитолия в первый день своего второго президентства: «Заложники шестого января, примерно 1500 человек, полное помилование», – сказал Трамп, подписав соответствующий документ.

### Вице-президент Майк Пенс
6 января в 15:35 Пенс написал в Твиттере: «Это нападение на наш Капитолий недопустимо, и причастные к этому будут привлечены к ответственности по всей строгости закона».
Позже он обратился к Сенату, когда они собрались снова ночью 6 января, сказав: «Сегодня был тёмный день в Капитолии Соединенных Штатов … Для тех, кто сегодня устроил хаос в нашем Капитолии, вы не победили. Насилие никогда не побеждает. Свобода побеждает. А это по-прежнему Народный дом».

### Джо Байден и Камала Харрис
6 января в 16:06 избранный президент Джо Байден обратился к народу из Уилмингтона (Делавэр), назвав события восстанием и седицией, и сказал, что «наша демократия подвергается беспрецедентному нападению». Он призвал Трампа выступить на национальном телевидении и потребовать прекращения протестов. Через несколько минут избранный вице-президент Камала Харрис повторила слова Байдена, написав, что протесты были «нападением на Капитолий и государственных служащих нашей страны». На следующий день Байден заявил, что нападение представляет собой внутренний терроризм.

### Конгресс
Лидер сенатского большинства Митч МакКоннелл прекратил сотрудничать с президентом и назвал штурм Капитолия «неудавшимся восстанием», сказав: «Мы вернулись на свои посты, мы выполним свой долг в соответствии с Конституцией и перед нашей страной. И мы идём делать это сегодня ночью». Лидер сенатского меньшинства Чак Шумер и спикер палаты представителей Нэнси Пелоси призвали Трампа «потребовать, чтобы все протестующие немедленно покинули Капитолий и территорию Капитолия США». Шумер в своем выступлении после возобновления работы Сената назвал участников штурма Капитолия «внутренними террористами», действия которых будут «пятном на нашей стране, которое не так легко смыть». Позже Пелоси заявила, что подсчёт голосов избирателей будет продолжен вечером 6 января.
Представитель Кори Буш написала в Твиттере о своем намерении представить резолюцию, призывающую к изгнанию «республиканских членов Конгресса, которые спровоцировали эту террористическую атаку внутри страны своими попытками отменить выборы». По состоянию на 8 января число представителей демократов, поддержавших отставку Трампа либо путем импичмента, либо с помощью 25-й поправки, приблизилось к 200.
Республиканский представитель США Адам Кинцингер осудил насилие и назвал события «попыткой государственного переворота». Конгрессмен Лиз Чейни, председатель Республиканской конференции Палаты представителей, сказала: «Нет сомнений в том, что президент сформировал толпу, президент подстрекал толпу, президент обратился к толпе. Он зажёг пламя». Новоиспеченный представитель Нэнси Мейс, которая работала в президентской кампании 2016 года, заявила, что «всё, ради чего он работал … всё это — всё его наследие — было уничтожено» насилием. Представитель Майк Галлахер отметил, что он «не видел ничего подобного с тех пор, как я служил в Ираке». Представитель Кэти МакМоррис Роджерс, которая планировала выступить против подтверждения результатов голосования выборщиков, объявила, что больше не будет возражать против результатов Коллегии выборщиков после того, как стала свидетельницей «позорных и антиамериканских» событий 6 января. К ней присоединились сенаторы Келли Леффлер, Стив Дейнс, Джеймс Ланкфорд, Марша Блэкберн и Майк Браун, которые изменили позицию в вопросе о выборах после того, как стали свидетелями насилия со стороны толпы.
Сенатор от штата Юта Митт Ромни заявил: «То, что произошло сегодня в Капитолии США, было восстанием, спровоцированным президентом Соединённых Штатов» и частью «беспрецедентной атаки на нашу демократию». Сенатор от Небраски Бен Сасс сказал: «Это насилие было неизбежным и ужасным результатом пристрастия президента к постоянному провоцированию раскола». Сенатор от Пенсильвании Пэт Туми выступил в Сенате и сказал: «Мы стали свидетелями кровопролития, потому что демагог решил распространять ложь и сеять недоверие к своим согражданам-американцам». Сенатор от Северной Каролины Ричард Бёрр сказал: «Президент несет ответственность за сегодняшние события, продвигая необоснованные теории заговора, которые привели к этому». Сенатор Тед Круз осудил протест и сказал: «Насилие всегда недопустимо. Даже когда накал страстей высок. Любой, кто совершает насилие, особенно против правоохранительных органов, должен быть привлечен к уголовной ответственности». Самого Круза вынудили уйти в отставку политики-демократы, которые раскритиковали его за помощь в провоцировании выступления.

### Бывшие президенты
Четыре бывших президента — Барак Обама, Джордж Буш-младший, Билл Клинтон и Джимми Картер — осудили штурм Капитолия, а Обама и Клинтон осудили Трампа за подстрекательство к насилию. Буш, который нечасто комментировал национальные вопросы с момента ухода с поста в 2009 году, опубликовал заявление, в котором говорится, что «именно так оспариваются результаты выборов в банановой республике, а не в нашей демократической республике». Более того, он был «потрясен безрассудным поведением некоторых политических лидеров после выборов и проявленным сегодня отсутствием уважения к нашим институтам, нашим традициям и нашим правоохранительным органам». Обама писал, что «история справедливо запомнит сегодняшнее насилие в Капитолии, спровоцированное действующим президентом, который продолжал лгать о результатах законных выборов, как момент великого бесчестия и позора для нашей страны», и это насилие было неудивительным, учитывая двухмесячную кампанию «политической партии и сопутствующей ей медиа-экосистемы» по продвижению «фантастического повествования», которое «всё дальше и дальше уходит от реальности».

### Другие реакции в США

#### Против протестующих
Уильям Барр, бывший генеральный прокурор Трампа, осудил насилие, назвав его «возмутительным и презренным», добавив, что действия президента были «предательством его офиса и сторонников» и что «организация толпы для давления на Конгресс непростительна». Бывший глава аппарата Белого дома Мик Малвейни призвал президента прекратить штурм Капитолия, а позже ушел со своего поста специального посланника США по Северной Ирландии. Джим Мэттис, бывший генерал морской пехоты и первый министр обороны Трампа, и Том Боссерт, первый советник Трампа по внутренней безопасности, осудили Трампа за то, что он способствовал подрыву и разрушению доверия к выборам.
Терри Гейнер, бывший начальник полиции Капитолия США и бывший пристав Сената, охарактеризовал протесты как беспрецедентные в своём роде, заявив, что «это гораздо более злобная толпа, подстрекаемая самим президентом. Это определенно что-то новое в нашем деле».
Бывший постоянный представитель США при ООН Никки Хейли осудила протест в поддержку Трампа как «неправильный и антиамериканский» и в своей речи за закрытыми дверями перед членами Республиканского национального комитета на следующий день раскритиковал действия Трампа со дня выборов. Ведущий MSNBC Джо Скарборо, бывший конгрессмен-республиканец, призвал к аресту президента Трампа, Дональда Трампа-младшего и Руди Джулиани.
Бывший исполняющий обязанности директора ЦРУ Майкл Морелл (2010—2013) сказал: «То, что произошло [6 января], следует называть внутренним терроризмом». Точно так же эксперт по национальной безопасности Брюс Хоффман заявил, что атаки на Капитолий США являются «внутренним терроризмом».
Многие новостные агентства, включая CNN, USA Today, The Guardian, The Washington Post и CBS News, подвергли критике реакцию полиции на штурм Капитолия, сравнивая её с реакцией полиции на протесты Black Lives Matter в предыдущем году. В июне 2020 года 5000 членов Национальной гвардии охраняли Белый дом во время демонстраций Black Lives Matter, однако, пытаясь избежать напряженности после этих протестов, 6 января 2021 года мэр Мюриэл Баузер решила не звонить членам Национальной гвардии из других штатов, в результате чего присутствие правоохранительных органов было «относительно небольшим» и «неподготовленным для участников беспорядков».
Чак Шумер заявил: «То, что произошло вчера в Капитолии США, было восстанием против Соединенных Штатов, спровоцированным президентом. Этот президент не должен оставаться у власти ни на один день дольше». Шумер призвал Майка Пенса использовать 4 раздел 25-й поправки к Конституции, который позволяет передавать власть от президента вице-президенту, если президент не может выполнять свои обязанности.
Бывший губернатор Нью-Джерси и сторонник Трампа Крис Кристи был «абсолютно потрясён» событиями. Бывший губернатор Калифорнии Арнольд Шварценеггер, родившийся в Австрии, сравнил бунт с Хрустальной ночью в Нацистской Германии в 1938 году, заявив: «В Капитолии Соединённых Штатов были разбиты стекла окон, но толпа не просто разбила окна Капитолия, они разбили идеи, которые мы принимали как должное. Они не просто выломали двери здания, в котором находилась американская демократия, они растоптали сами принципы, на которых была основана наша страна».

#### За протестующих
The New York Times сообщила, что сторонники Трампа в Конгрессе, средствах массовой информации и консервативном обществе «преуменьшают значение насилия, называя это актами отчаяния людей, которые чувствовали себя обманутыми средствами массовой информации и игнорировались их избранными представителями». Другие утверждали, что насилие на самом деле было вызвано людьми, связанными с антифа. ABC News сообщило, что консервативные СМИ дали понять, что «насилие не имеет оправдания», и что несколько консервативных СМИ заявили, что «когда сторонники Трампа прибегают к насилию, либеральные политики и основные средства массовой информации возмущаются больше, чем прошлым летом в отношении демонстраций за гражданские права»; Newsmax критиковало «лицемерные двойные стандарты», сравнивая протесты Трампа с протестами BLM.
Иванка Трамп, старшая дочь президента, подверглась критике за то, что назвала протестующих «американскими патриотами» в ныне удалённом твите, публично призывающем к прекращению насилия.
Ведущие консервативных СМИ, включая Такера Карлсона, Шона Хэннити, Грега Келли и Марка Левина, также стремились снять ответственность со сторонников Трампа. Sinclair Broadcast Group предоставила видеосегмент своим подконтрольным телевизионным станциям на более чем 100 рынках, в котором корреспондент Джеймс Розен сообщил, что в событиях были замешаны «крайне левые инфильтраторы», хотя он не предоставил источник для утверждения. Правый радиоведущий Раш Лимбо сравнил протестующих с Отцами-основателями Соединенных Штатов.
Освещение этого события на Fox News было смешанным или позитивным. Ведущая Fox News Марта МакКаллум первоначально поддержала протестующих после того, как они прорвались на территорию Капитолия, отметив в эфире, что «это огромная победа для этих протестующих. Они сильно разрушили систему!». Позже она противоречила себе, называя изображения «резкими и такими тревожными», но не извиняясь и не отказываясь от своих заявлений в эфире. Лу Доббс раскритиковал полицию Капитолия за то, что та направила оружие «против американских граждан, большинство из которых являются патриотами». Ведущий Пит Хегсет защищал протестующих, говоря, что «они просто любят свободу» и что «люди чувствуют, что вся система настроена против них».
Члены крайне правой группы Proud Boys публиковали сообщения, в которых хвастались и признавали создание атмосферы «абсолютного террора». Сержант Республиканской партии Техаса был уволен после того, как выразил поддержку протестующим в Facebook.

#### Теории заговора
Некоторые сторонники Трампа утверждали, что инцидент был операцией под фальшивым флагом, организованной антифа для того, чтобы подставить сторонников Трампа. В очевидной попытке переложить вину за любое насилие на антифа лидеры Proud Boys в своих постах на сервисе микроблогов Parler просили членов группировки присутствовать на митинге инкогнито в «полностью чёрной» одежде, похожей на антифашистскую. Компания, занимающаяся распознаванием лиц, опровергла опубликованный в The Washington Times отчёт Роуэна Скарборо о том, что её программное обеспечение идентифицировало участников вторжения как членов антифа; отчёт Скарборо был распространён ведущей Fox News Лаурой Ингрэм и представителем Мэттом Гетцем (R, FL-1) и стал популярным среди сторонников Трампа. Спустя несколько часов The Washington Times удалила эту статью со своего веб-сайта и опубликовала опровержение. Подобные обвинения в сторону антифа о проведении операций под фальшивым флагом циркулировали среди сторонников Трампа с 2017 года. ФБР заявило, что нет никаких доказательств причастности антифа к нападению толпы.
Некоторые крайне правые участники этих событий решительно осудили тех, кто говорил, что это операция под фальшивым флагом, назвав штурм большим достижением и посоветовали им признать это.

#### Опросы общественного мнения
Опрос 1397 зарегистрированных респондентов YouGov показал, что в целом 71 % выступил против штурма Капитолия (в то время как 21 % поддержал его), а 62 % считали, что штурм следует рассматривать как угрозу демократии. Среди республиканцев 45 % поддержали штурм, против — 43 %. В то же время 96 % демократов и 67 % независимых респондентов были против. 52 % республиканцев обвинили в инциденте Джо Байдена.
Опрос Ipsos среди 1005 взрослых, проведённый с 7 по 8 января 2021 года, показал, что 70 % американцев не одобряют действия Трампа, приведшие к нападению на Капитолий, а 57 % американцев хотели, чтобы Трамп был немедленно отстранен от должности за его роль в выступлении. 70 % респондентов, включая две трети опрошенных республиканцев и избирателей Трампа, назвали участников протеста либо «преступниками», либо «дураками», 9 % считали их «обеспокоенными гражданами», а 5 % — «патриотами». Среди 339 опрошенных избирателей Трампа 70 % выступили против штурма восставших сторонников, а 12 % всех респондентов поддержали их действия.
Опрос 875 взрослых, проведённый PBS NewsHour/Marist 7 января 2021 года, показал, что 18 % республиканцев поддержали выступление. В целом, 88 % всех респондентов выступили против или решительно против действий протестующих, а 90 % считают, что виновные в беспорядках должны быть привлечены к уголовной ответственности (17 % республиканцев против); 63 % респондентов считают, что Трамп несёт «большую или значительную вину» в нападении, в то время как 69 % опрошенных республиканцев считают, что Трамп «мало или совсем не виноват». Мнения по поводу отстранения Трампа от должности разделились: 48 % поддержали отстранение, а 49 % (включая 51 % независимых респондентов) выступили против.

### Международная реакция
Более 70 стран и международных организаций выразили обеспокоенность в связи с протестами и осудили насилие, а некоторые подчёркнуто осудили роль Трампа в подстрекательстве к нападению. Многие главы государств призывали к миру, охарактеризовав беспорядки как «нападение на демократию». Лидеры Бразилии, Мексики, Польши, Венгрии и России охарактеризовали ситуацию как внутреннее дело США. Представитель МИД России также заявила, что в американском обществе наблюдается «раскол».
Многие СМИ по всему миру охарактеризовали штурм как «анархию», в том числе британская газета i и канадская газета Ottawa Sun.
Несколько спецслужб НАТО за пределами Соединённых Штатов также проинформировали свои правительства о том, что это была попытка Трампа устроить государственный переворот и, возможно, ему помогли сотрудники федеральных правоохранительных органов.
Ангела Меркель, Андрес Мануэль Лопес Обрадор, Алексей Навальный и Рамзан Кадыров раскритиковали социальные сети за блокировку аккаунтов Трампа.

### СМИ
- Британская Guardian считает, что Дональд Трамп попытался устроить государственный переворот. По мнению газеты, целью событий было помешать Джозефу Байдену стать президентом, и это является частью кампании по делегитимации его президентства и ослаблению роли новой администрации[333].
- По мнению газеты Independent, Трамп спровоцировал волнения, которые больше ассоциируются с насильственной передачей власти в нестабильных странах, и сравнивает сторонников Трампа с большевиками и штурмом Зимнего дворца. Отличие от Петрограда 1917 года было в том, как пишет газета, что новые «революционеры» делали селфи на фоне Капитолия[333].
- Twitter, Instagram и Facebook временно заблокировали аккаунты действующего президента США Дональда Трампа[87]. 7 января глава медиахолдинга, являющегося владельцем платформ Instagram и Facebook, Марк Цукерберг заявил, что Дональд Трамп будет заблокирован на просторах данных социальных сетей ближайшие две недели — до завершения его срока на посту президента США[334].

### Официальные лица
- Пресс-секретарь Министерства иностранных дел Хуа Чуньин заявила, что Китай желает Соединённым Штатам стабильности и безопасности, однако обвинила американские СМИ и политиков в двойных стандартах, которые проявились при одобрении штурма Законодательного совета Гонконга, но критике штурма Капитолия[335].
- Высший руководитель Ирана Али Хаменеи высмеял события в Вашингтоне, написав на своей странице в «Твиттер»: «Вы видели ситуацию в США? Это их демократия и это провал их выборов. Сегодня США и „американские ценности“ высмеивают даже их друзья»[336].
- Президент Ирана Хасан Рухани назвал президента США Дональда Трампа «больным человеком», который создал проблемы для всего мира. События в Вашингтоне, по его мнению, продемонстрировали хрупкость западной демократии[337]. Рухани также отметил, что администрация президента Байдена должна извлечь урок из «американского популизма»[338].

### Уголовное дело
1 августа 2023 года Минюст США предъявило Трампу уголовные обвинения по четырем эпизодам. Обвинения относятся к попыткам Трампа пересмотреть результаты президентских выборов 2020 года, которые 6 января 2021 года привели к  атаке сторонников Трампа на Капитолий. Судьей по делу назначена Таня Чуткан. 25 ноября 2024 года по ходатайству специального прокурора Джека Смита судья Таня Чуткан закрыла дело.